# Joseph Anne Robert Malherbe
Pour l’article homonyme, voir Malherbe.
Joseph Anne Robert Malherbe (20 octobre 1758, Rennes - 2 mai 1841, Rennes) était un magistrat et homme politique français des XVIIIe et XIXe siècles.

## Biographie
« Fils de noble maître Julien-Mathurin Malherbe de Loutsaide, avocat au parlement, et de dame Angélique-Jaquette Legaudu », Joseph Anne Robert Malherbe fut reçu, en 1777, avocat au parlement de Bretagne, embrassa avec ardeur la cause de la Révolution française, et, au moment de l'organisation des municipalités, devint substitut du procureur de la commune à Rennes, puis, peu après, procureur.
Procureur-syndic du département d'Ille-et-Vilaine le 10 février 1791, il s'efforça de maintenir l'ordre et sauva, même au péril de sa vie, un aristocrate que le peuple voulait pendre à la lanterne. Très lié avec Lanjuinais, il fut un des adversaires de la Montagne, prit une part active à l'Insurrection fédéraliste de l'Ouest, prêcha la résistance, et fit envoyer à Caen un bataillon à la solde et à l'entretien duquel furent affectées les contributions publiques d'Ille-et-Vilaine.
Lorsque la ironde eut succombé, Carrier ordonna, le 22 septembre 1793, l'arrestation de Malherbe, mais Billaud-Varenne avait déjà obtenu de la Convention nationale, le 9 juin précédent, le même décret : il en résulta un conflit qui sauva la vie à Malherbe. On l'envoya en effet à Paris, où il resta emprisonné au Luxembourg jusqu'au coup d'État du 9 Thermidor qui lui rendit la liberté.
De retour à Rennes, il se trouva sans ressources, ses biens ayant été mis sous séquestre. Il obtint, pour vivre, une place de commis dans l'administration des vivres de l'armée. Peu après, il devint avocat d'office au tribunal de la ville et membre du jury.
Élu, le 27 germinal an VII, député d'Ille-et-Vilaine au Conseil des Cinq-Cents, rallié au coup d'État du 18 brumaire et nommé, le 4 nivôse an VIII, membre du Tribunat, il fut secrétaire de cette assemblée en l'an IX et l'an X, membre de la section de législation, et, comme tel, concourut à la rédaction du Code Civil. ce fut lui qui présenta et défendit le titre du « Domicile ».
Officier de la Légion d'honneur en l’an XII (1804) et chancelier de la 13e cohorte, conseiller, puis président élu à la cour d'appel de Rennes, confirmé dans les fonctions de conseiller par le gouvernement impérial le 14 avril 1811, il fut éliminé à la première Restauration.
Élu, le 12 mai 1815, représentant à la Chambre des Cent-Jours, par le collège de département d'Ille-et-Vilaine, il se trouva, de nouveau sans emploi au retour de Gand, devint bâtonnier des avocats à Rennes, et fut réintégré, en 1819, dans les fonctions de conseiller à la cour royale de Rennes, sous le ministère de Serre.